# Imadateiella sharovi
Imadateiella sharovi är en urinsektsart som först beskrevs av Olga M. Martynova 1977.  Imadateiella sharovi ingår i släktet Imadateiella och familjen lönntrevfotingar. Inga underarter finns listade i Catalogue of Life.